# لارس هولست
لارس هولست هو محرر وقانوني وسياسي نرويجي، ولد في 22 نوفمبر 1848 في برغن في النرويج، وتوفي في 1915 في كريستيانية ‏ في النرويج. نشط حزبياً في الحزب الليبرالي. وقد انتخب leader of the Liberal Party ‏ (1900 – 1903).